# Julia Franck
Julia Franck (Berlino Est, 20 febbraio 1970) è una scrittrice tedesca.

## Biografia
Nasce nella parte orientale di Berlino, nella Repubblica Democratica Tedesca filo-comunista, ma ad otto anni si trasferisce con la famiglia nella parte occidentale, nella Repubblica Federale Tedesca filo-statunitense, poi ancora nel Schleswig-Holstein, sul confine con la Danimarca. Studia Lettereratura tedesca, lingua e cultura inglese presso la prestigiosa Freie Universität Berlin. Viaggia e soggiorna poi negli States, in Messico e in Guatemala.
Tornata in Germania, lavora per la Sender Freies Berlin (Radio Berlino), scrivendo allo stesso tempo per diverse riviste. È nipote della scultrice Ingeborg Hunzinger. Sono questi gli anni del successo come scrittrice: riceve nel 1995 il Literaturwerkstatt Berlin, nel 1998 l'Alfred-Döblin-Stipendium, nel 2000 un premio speciale in occasione dell'assegnazione del Ingeborg Bachmann Prize a Georg Klein, nel 2004 il Marie-Luise-Kaschnitz-Preis, nel 2005 il Premio Roswitha (conferito anche al Premio Nobel Herta Müller) e nel 2007 vince il Deutscher Buchpreis per il romanzo Die Mittagsfrau.

## Opere
- Der neue Koch (1997)
- Liebediener (1999)
- Bauchlandung (2000)
- Lagerfeuer (2003)
- Mir nichts, dir nichts (2006)
- Die Mittagsfrau (2007)
- Grenzübergänge (2009)